# Stadion Tridadi
Stadion Tridadi – wielofunkcyjny stadion w Slemanie, niedaleko Yogyakarty, w Indonezji. Został otwarty 5 lutego 1995 roku. Może pomieścić 12 000 widzów. Swoje spotkania do 2007 roku rozgrywali na nim piłkarze klubu PSS Sleman, później zespół przeniósł się na nowo otwarty stadion Maguwoharjo.